# Sinosfera

La Cina e la sua sfera di influenza culturale (oltre 1,6 miliardi di abitanti).

La Sinosfera o Sfera culturale dell’Asia orientale è l'area geografica dell'Asia orientale la cui storia e cultura è più direttamente legata a quella cinese. I Paesi e i territori che rientrano in questa categoria sono Corea del Sud, Corea del Nord, Taiwan, Giappone, Vietnam e Cina. Altre definizioni possono includere le regioni dell'odierna Mongolia e di Singapore, a causa dell'influenza storica cinese o di una popolazione cinese d'oltremare contemporanea. La sfera culturale dell'Asia orientale condivide la filosofia etica confuciana, il buddismo, le strutture politiche e giuridiche e, storicamente, un sistema di scrittura comune.

## Uso accademico
Lo storico britannico Arnold J. Toynbee, nel suo libro A Study of History, ha elencato la civiltà dell'Estremo Oriente come una delle principali civiltà. Egli incluse il Giappone e la Corea nella sua civiltà dell'Estremo Oriente, affermando che si erano evoluti dalla civiltà cinese che aveva avuto origine nel bacino del Fiume Giallo. Toynbee ha confrontato il rapporto tra la civiltà cinese e il resto dell'Estremo Oriente con l'ellenismo e le civiltà occidentali.
Lo storico giapponese Nishijima Sadao (1919-1998) ha concepito la sfera culturale cinese o dell'Asia orientale come ampiamente isolata dalle altre culture. Secondo Sadao, questa sfera culturale condivideva la filosofia del confucianesimo, la religione del buddismo e strutture politiche e sociali simili. La sua sfera culturale comprende Cina, Giappone, Corea, Vietnam e le aree comprese tra la Mongolia e l'Himalaya.

## Caratteristiche

### Sinogrammi
Il nome cinese del concetto di “sinosfera” significa letteralmente “cerchio culturale dei sinogrammi”, quindi il concetto di utilizzo dei caratteri cinesi è decisivo nel concetto. I popoli della Sino-sfera sono caratterizzati dall'uso storico dei sinogrammi (caratteri cinesi), soprattutto nelle opere letterarie e nei documenti governativi. Tuttavia, molti degli attuali Paesi della Sino-sfera non continuano a utilizzarli:
- Vietnam: completamente sostituito da una variante dell'alfabeto latino.
- Corea del Sud: sono stati sostituiti dall'alfabeto coreano, Hangul, ma sono ancora usati sporadicamente per disambiguare le parole omofone.
- Corea del Nord: completamente sostituita dall'alfabeto coreano.
- Mongolia: è stato completamente sostituito dall'alfabeto cirillico.

Sebbene siano state avanzate proposte per sostituire i sinogrammi con un alfabeto fonetico meno complesso, in Giappone e in Cina i sinogrammi sono ancora utilizzati per la comunicazione scritta e sono stati rifiutati perché considerati una caratteristica essenziale delle loro identità nazionali e culturali. Essi utilizzano ufficialmente i sinogrammi:
- Scrittura cinese
- Scrittura giapponese

### Lingue
La Sinosfera non è caratterizzata da omogeneità linguistica. A livello nazionale, le lingue di ciascun Paese appartengono a famiglie linguistiche distinte: il mongolo appartiene alla famiglia delle lingue mongole; il coreano è una lingua isolata, la lingua isolata più parlata al mondo; il giapponese fa parte della famiglia delle lingue japoniche, in passato considerata una lingua isolata; il vietnamita fa parte della famiglia delle lingue austroasiatiche; infine, le varie lingue conosciute collettivamente come cinese fanno parte delle lingue sino-tibetane e sono parlate in queste aree:
- Cina continentale (中國大陸, 1300 milioni di abitanti);
- Taiwan (台灣, 23 milioni);
- Hong Kong (香港, 7 milioni);
- Macao (澳門, 520 000);
- Singapore (新加坡, 5 milioni).

Anche a livello regionale c'è una grande diversità linguistica, anche se a causa del prestigio storico delle rispettive lingue nazionali, le lingue regionali sono parlate come minoranze. In questi Paesi sono presenti numerose minoranze, come gli Ainu in Giappone; la Corea è relativamente omogenea; la Mongolia ha una moltitudine di diverse tribù nomadi e sedentarie; il Vietnam ha una pluralità di lingue minoritarie come il thai, il muong e il khmer.
In Cina si parla ufficialmente il cinese comune, una forma regolamentata di cinese mandarino, ma esistono anche numerose altre varietà orali di cinese (come il Wu e lo Yue). Le regioni autonome hanno le loro lingue ufficiali oltre al cinese (mongolo, uiguro, tibetano, ecc.) e vari dialetti di queste lingue; a Taiwan e Singapore si parla ufficialmente il mandarino, ma è molto diffuso anche il minnan. A Hong Kong e Macao si parla il cantonese, mentre dopo l'integrazione si parla sempre più spesso il mandarino. A Hong Kong si parla anche l'inglese.

### Confucianesimo
I Paesi di Cina, Giappone, Corea e Vietnam condividono una visione filosofica confuciana. Il confucianesimo è una filosofia umanista, che crede che gli esseri umani siano docili e migliorabili attraverso lo sforzo personale e comunitario, in particolare attraverso l'auto-coltivazione e l'auto-creazione. Il confucianesimo è incentrato sulla coltivazione delle virtù e dell'etica, le più importanti delle quali sono ren, yi e li. Ren è l'obbligo dell'altruismo e dell'umanità verso gli altri individui, yi è il mantenimento della giustizia e della disposizione morale a fare il bene e li è un sistema di norme che determinano come una persona debba agire correttamente nella vita quotidiana.

### Neo-confucianesimo
La filosofia cinese medievale è definita principalmente dallo sviluppo del neoconfucianesimo. Durante la dinastia Tang, anche il buddismo nepalese divenne una disciplina filosofica e religiosa di rilievo. Il neoconfucianesimo ha le sue origini nella dinastia Tang, con gli studiosi confuciani Han Yu e Li Ao considerati gli antenati dei neoconfuciani della dinastia Song. Il filosofo della dinastia Song Zhou Dunyi è considerato il primo vero “pioniere” del neoconfucianesimo, che utilizza la metafisica taoista come struttura per la sua filosofia etica.

### Cultura letteraria
La cultura letteraria dell'Asia orientale si basava sull'uso della lingua cinese classica, utilizzata dagli studiosi e dai governi di tutta la regione. Sebbene ciascuno di questi Paesi abbia sviluppato sistemi di scrittura vernacolare e li abbia utilizzati per la letteratura popolare, ha continuato a utilizzare il cinese per tutta la scrittura formale, fino a quando non è stato eliminato dal crescente nazionalismo intorno alla fine del XIX secolo.
Intorno al VII secolo e forse anche prima, in Cina si sviluppò la stampa xilografica e si diffusero i libri in lingua cinese classica. Inizialmente veniva utilizzata solo per copiare le scritture buddiste, ma in seguito vennero stampate anche opere profane. La stampa di libri è stata utilizzata per secoli, molto prima dell'avvento dei caratteri mobili, ma solo sorprendentemente tardi, durante il periodo Edo (1603-1867), la stampa xilografica è stata ampiamente adottata in Giappone. Fino al XIII secolo, le macchine da stampa per la movimentazione dei metalli venivano utilizzate dagli tipografi governativi in Corea, ma sembra che non fossero ampiamente utilizzate in Cina, Vietnam o Giappone.

### Cultura d'impresa
La cultura imprenditoriale dell’Asia orientale rimane fortemente influenzata dal confucianesimo. In Giappone le aziende sono organizzate gerarchicamente e le relazioni sono molto apprezzate. Anche le aziende coreane aderiscono ai valori confuciani e sono strutturate attorno a una famiglia patriarcale, governata dalla pietà filiale tra il management e i dipendenti dell'azienda.